# 巴塞吉自然保護區
巴塞吉自然保護區（俄语：Басеги заповедник）是俄羅斯的一處嚴格自然保護區（zapovednik），得名自當地方言的「美麗」，座落於彼爾姆邊疆區格列米亞欽斯克，位於烏拉山脈中部的巴謝吉山脈沿線。此區域較少受商業活動干擾，有大片雲杉林而具重要科學價值。保護區北邊有烏西瓦河、南邊有維利瓦河流經。

## 氣候
巴塞吉自然保護區位於烏拉山凍原與北方針葉林生態區，約為凍原與北方針葉林兩種林相的交界處，氣候屬溫帶大陸性濕潤氣候，僅有1至3個月的氣溫高於攝氏十度，冬季則非常寒冷且降有大雪。

## 生物相
巴塞吉自然保護區的植被為典型的針葉林相，共有超過250種維管植物，其中有45種較為稀有；另有超過50種哺乳動物與超過180種鳥類。保護區內受俄羅斯聯邦紅皮書（RDBRF）保護的物種包括肺衣、布袋蘭、覓夢絹蝶、哲羅鮭、金鵰、大杓鷸、白尾海鵰、游隼、黑鸛與鵰鴞等。另外保護區內共有六種鼩鼱，族群數量龐大。

## 使用
作為嚴格自然保護區，巴塞吉自然保護區大部分區域不對公眾開放，只有科學研究者與環境教育者可向管理單位申請參訪。不過保護區內有一條通往北巴塞吉山（North Basegi Mountain）山頂的生態旅遊步道，遊客可在事先申請、獲得書面許可後進入。保護區的主要辦公室位於格列米亞欽斯克。

## 圖集

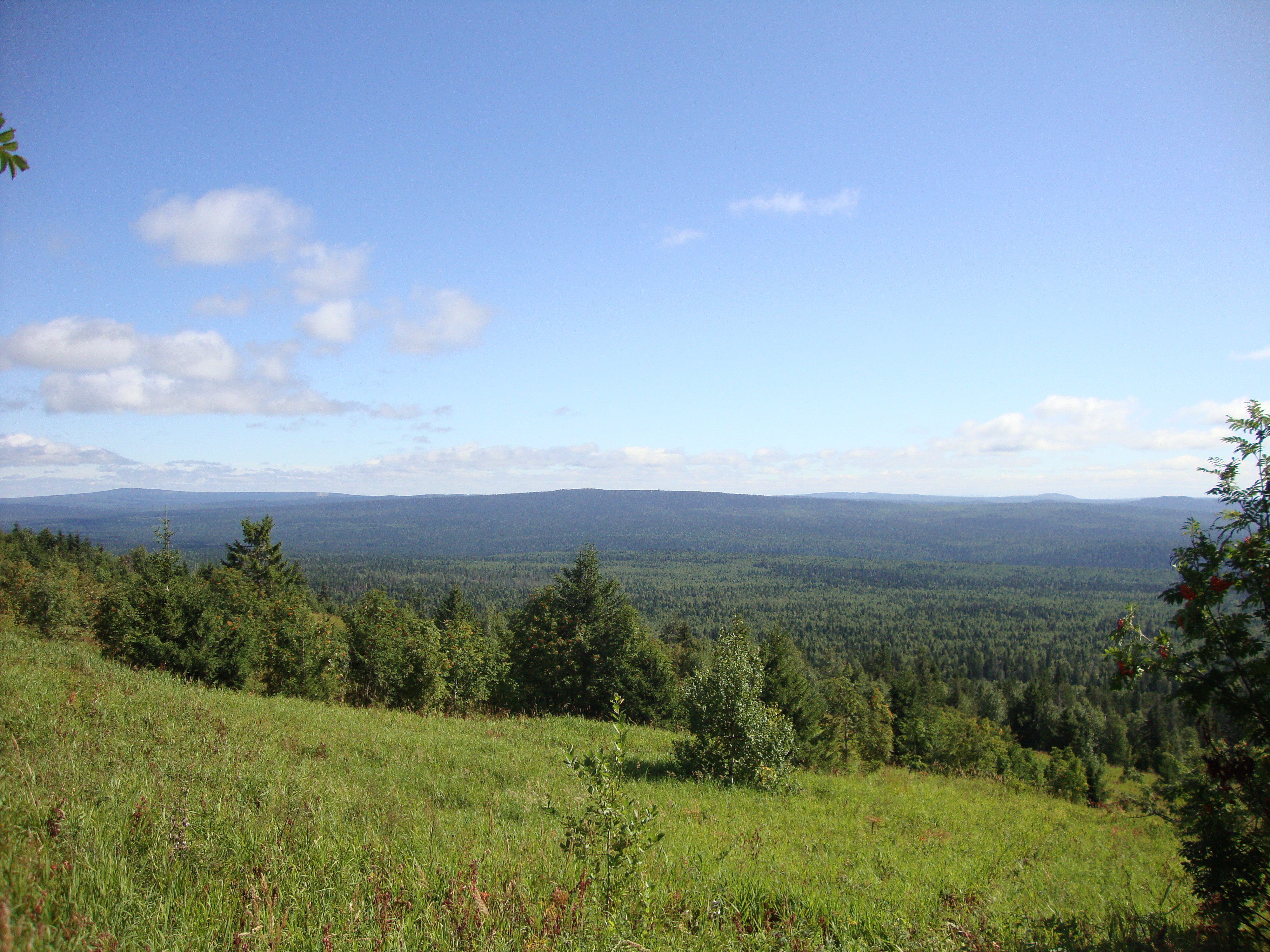
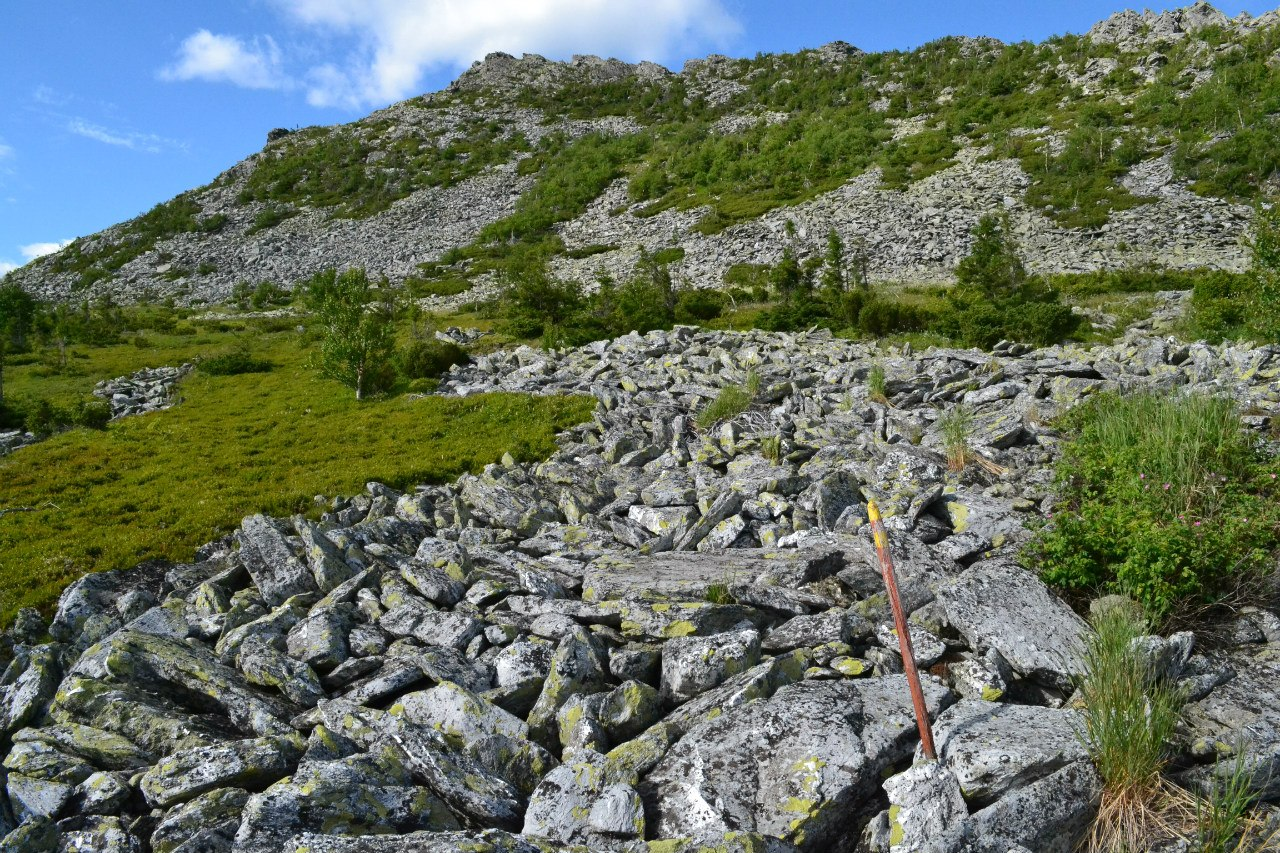
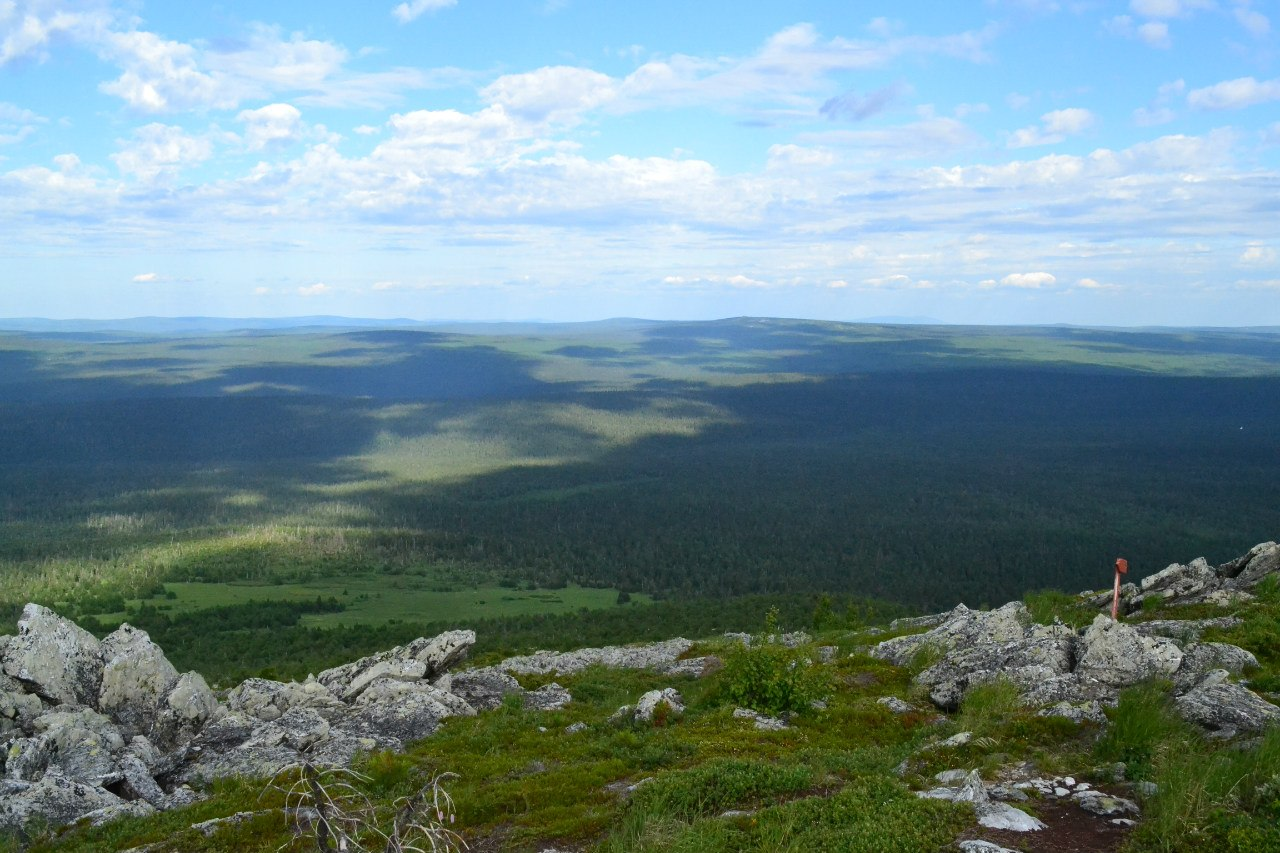
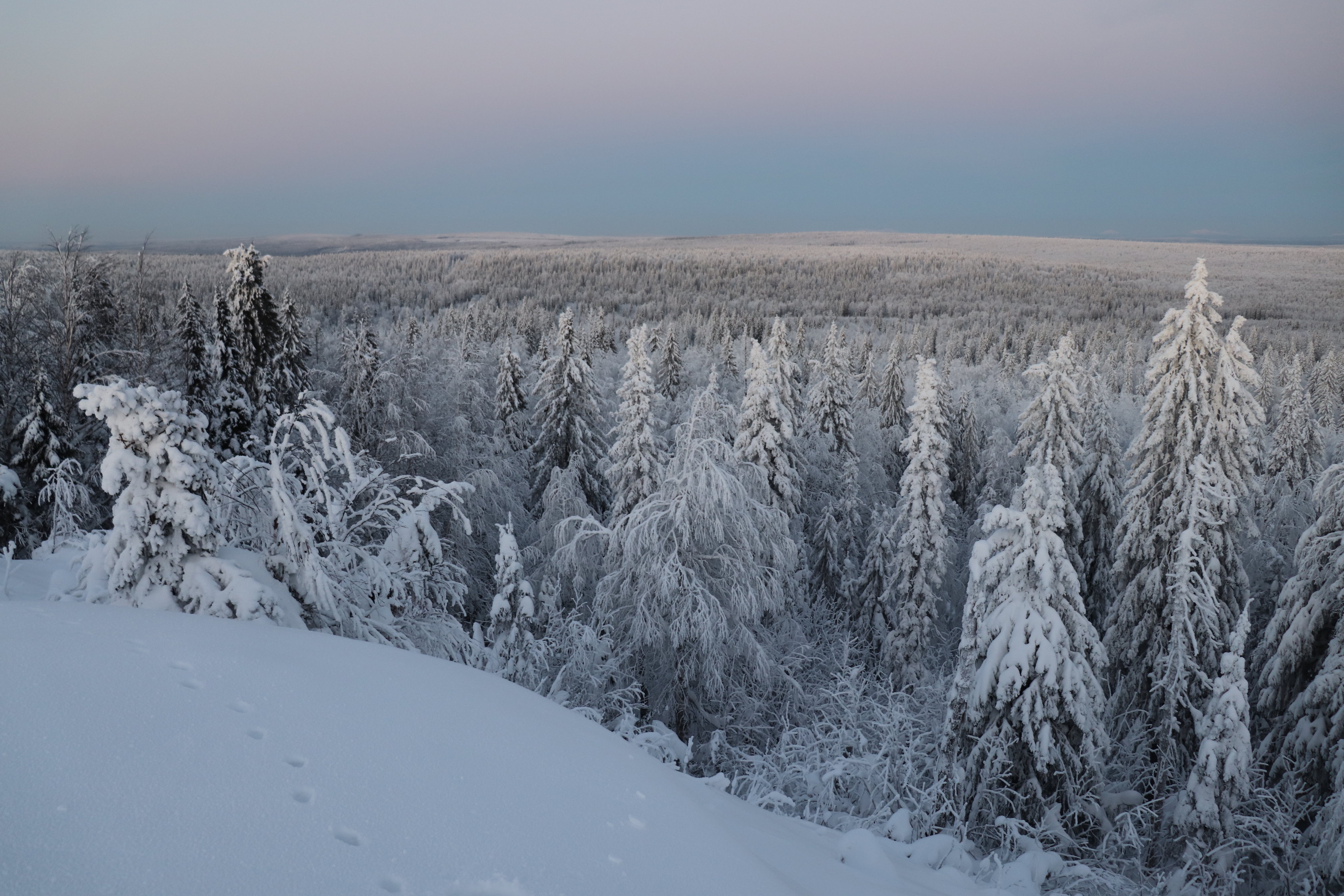